# Cultroribula humerata
Cultroribula humerata är en kvalsterart som beskrevs av Balogh och Sandór Mahunka 1966. Cultroribula humerata ingår i släktet Cultroribula och familjen Astegistidae. Inga underarter finns listade i Catalogue of Life.